# 吉弘菊姬
菊姬（日语：／ Kikuhime，？—1595年12月4日）是日本戰國時代末期至安土桃山時代的武家女性。大友義統的正室。父親是大友氏的重臣吉弘鑑理，所以吉弘統幸、立花宗茂是她的姪子。別名是菊子姬、嘉久姬。洗禮名是儒斯大。與義統之間有3名子女，不過是天生病弱的女性。

## 生平
在天正15年（1587年）被大友宗麟命令而改宗並被授予洗禮名儒斯大。此時兒子和兩個女兒都受洗，兒子和女兒的洗禮名分別是「Fulgencio」（フルゼンシオ，即長男義乘）、「Sabina」（サビイナ）和「Maxima」。
在文祿之役時因為豐臣秀吉的命令而移居到大坂城下的大友屋敷並成為人質。但是在文祿2年（1593年）因為丈夫義統（當時名「吉統」）被改易而從大坂中被流放，而且沒有被允許前往丈夫的配所同行，連同3個年幼的子女一同不能回到舊領豐後國而過著流浪的生洽。此後寄身於成為柳川城城主的姪子立花宗茂之下，被賜予筑後國下妻郡禪院村的屋敷，但是因為過於勞苦，不久後就死去。法號是尊壽院日正。墓所在福岡縣三山市的尊壽寺。

## 附記
1. ↑  耶蘇會の日本年報, Volume 2 By Jesuits （页面存档备份，存于），第287頁
2. ↑  次女Maxima（マキシマ）的經歷與大友宗麟之次女、Thecla（テクラ）之女Maxentia（マセンシア）被混為同一人。並且「桑姬」實為宗麟長女、Justa（ジュスタ，一条兼定室後為清田鎮忠室）。桑姬曾被認為是義統的次女、Maxima或Thecla之女、Maxentia或宗麟長女、Justa之女、Maddalena（マダレイナ）但皆為誤認。隠された大友家の姫ジュスタ―「桑姫」再考 （页面存档备份，存于）
3. ↑  尊寿院殿日正大姉(大禅定尼)。旧柳河藩主立花家文書-〔御亡者様御名幷御寺等書上〕